# Bolladello
Bolladello (Buladel in dialetto varesotto) è una frazione di Cairate. Fino al 1869 fu comune autonomo.

## Territorio
Il paese è sito alle pendici di colline, un tempo coltivate a vigneti e oggi coperte da boschi misti. Il nucleo antico dell'abitato ricalcherebbe l'assetto urbanistico romano ed è oggi riconoscibile nelle vie Cavour e Indipendenza (un tempo chiamate Contrada Lunga e via dei Ronchi) e le vie Pace e Magnoni. Le odierne vie Cavour e Azimonti erano attraversate, fin all'inizio del XIX secolo, da piccoli canali che convogliavano l'acqua delle sorgenti boschive.
La superficie è di circa 3,69 km² e il paese è posto tra Cassano Magnago, Cairate, Peveranza e Bergoro e si è sviluppato come una propaggine di Cassano Magnago, integrato a sua volta nell'area urbana di Gallarate.

## Storia

### Etimologia
Il toponimo è citato nel XIII secolo nel Liber Notitiae Sanctorum Mediolani, attribuito a Goffredo da Bussero, in tre differenti dizioni: Bolaelo, Bollate, Bollaello.
Secondo Dante Olivieri il nome potrebbe derivare dalle verifiche commerciali ivi poste in essere in età antica: il termine bolla viene in questo caso inteso come un'operazione di controllo sulle merci trasportate. Altre ipotesi, invece, vogliono un'alterazione da Betullate, derivante da betulla, albero piuttosto comune nel territorio, oppure da bolla, voce lombarda con la quale si indica un corso d'acqua sorgivo. La presenza di una sorgente ormai esaurita nei pressi del santuario della Madonna di San Calimero avvalorerebbe quest'ultima ipotesi.

### Medioevo
Abbiamo poche testimonianze riguardo all'epoca longobarda, vale tuttavia la pena di sottolineare una singolarità: nel Medioevo, su tutto il territorio bolladellese sono presenti chiese e altari con i nomi di santi orientali: Calimero, Calogero, Abdon e Sennen. Questa particolarità è forse spiegabile tramite l'ipotesi di un incontro tra missionari orientali e parte del clero cittadino che, durante le persecuzioni longobarde al cattolicesimo, si era rifugiato a Genova.
Erano presenti tre chiese, delle quali solo due si sono conservate: Sant'Ambrogio, costruita sui resti di un'antica fornace romana e il santuario della Madonna di San Calimero, sito sulla collina che sovrasta il paese. Della terza chiesa, di San Giacomo, abbiamo notizia dal Liber (Bollaello ecclesia sancti iacobi zebedei), dal Catasto Teresiano e dalla presenza nella toponomastica del XIX secolo di via S. Giacomo, oggi via Azimonti.
Si ritiene che una via pedemontana medievale Novara (Novaria) - Castelseprio - Como (Comum) attraversasse il paese, poiché l'attuale piazza Primo Maggio, era già Contrada dei Pellegrini.
L'importanza strategica dell'abitato era testimoniata dalla presenza, fino a pochi anni fa, di quelli che si riteneva i resti di un edificio militare romano all'inizio di via Garibaldi, oggi scomparso.
La chiesa di San Calimero fu ristrutturata nel 1470 dalla famiglia Martignoni. Questa rappresentava una stirpe presente nel territorio da diversi secoli, di antica nobiltà longobarda, che avrà un ruolo centrale nella vita del paese fino al 1791 quando Andrea Azimonti, parroco della chiesa di Sant'Ambrogio, ne limitò l'influenza negando loro lo juspatronato sulla chiesa di San Calimero, che i Martignoni pretendevano di aver costruito nel 1470 ma che in realtà, essendo già citata nel Liber Notitia Sanctorum Mediolani, preesisteva a questa data.

### Età moderna
Come attestano i documenti delle visite pastorali avvenute tra il XV e il XVI secolo in fondo a vicolo Magnoni vi era un monastero degli umiliati e lungo via Cavour un piccolo convento, entrambi oggi adibiti ad abitazioni private. Sul torrente Tenore era altresì presente un ponte medievale, andato oggi distrutto con la costruzione della strada provinciale che collega Gallarate al tradatese.
I registri parrocchiali ci forniscono inoltre i battesimi e i decessi avvenuti nel paese durante questo periodo: le cause delle morti naturali non sono segnalate fino agli inizi del XIX secolo; è tuttavia ipotizzabile che i picchi nei decessi siano stati causati dalle epidemie infantili, dalle malattie infettive, come la manzoniana peste che ha flagellato il milanese intorno al 1630, e alle numerose infezioni dovute alla scarsa e inadeguata alimentazione.
Durante il periodo della Lombardia austriaca, gli appezzamenti di terreno più grandi erano di proprietà di enti religiosi (la Cappella del Rosario di Brusimpiano, le monache di Santa Caterina in Brera, la basilica di Sant'Ambrogio a Milano) e di nobili (il marchese Ottavio Carnelli, Gerolamo Martignoni, Ottaviano Pusterla e Giovanni Visconti), ma non mancano neppure i piccoli proprietari terrieri con cognomi presenti ancor oggi in paese: Bossi, Carnelli, Crosti, Macchi, Magnoni e Mazzucchelli.
Dal Catasto Teresiano si desume che la chiesa parrocchiale era isolata e il suo sagrato era erboso; l'attuale piazza Primo Maggio era adibita a pascolo e, là dove oggi è presente il monumento ai caduti, vi era la cappella della Beata Vergine. Le case e i cortili della via Cavour e delle vie limitrofe si sono, in alcuni casi, conservati così com'erano allora.

### Età contemporanea
Le carte catastali ottocentesce non mostrano mutamenti significativi. Pochi anni prima dall'accorpamento con Cairate fu costruito un municipio in piazza Primo Maggio, che in seguito fu usato come scuola e oggi ospita la Polizia locale. In età napoleonica si registra la prima, transitoria abolizione dell'autonomia comunale, a causa dell'annessione a Cassano Magnago.
Nella piazza è presente, accanto al vecchio edificio municipale, la cappella di San Rocco, costruita nei primi decenni dell'Ottocento per sostituire una cappella votiva dedicata alla Madonna posta fino alla fine del XVIII secolo al centro della piazza stessa, ove ora è posizionato il monumento ai caduti.
Le epidemie, dovute alle scarse condizioni igieniche e a un'alimentazione insufficiente, furono una delle principali cause di morte: nel 1848 il vaiolo colpì parte della popolazione, tra il 1854 e il 1855 un'epidemia di colera spinse il "Convocato generale dei possessori estimati", assemblea pubblica dei possidenti, a istituire un fondo straordinario per l'acquisto di farmaci e per le misure di profilassi. A causa di queste epidemie (e in previsione di future) venne quasi raddoppiata l'area del cimitero, che da 263,44 m2 passa a 420 m2.
Vengono inoltre posti in essere (al pari della vicina Cassano Magnago) i lavori di copertura dei corsi d'acqua che scorrono all'interno del centro abitato.
Nel 1896, quando l'amministrazione statale decise l'incorporamento di Bolladello a Cairate i cittadini, gelosi della propria autonomia, posero  sotto assedio il municipio per impedire al messo di portare a Cairate i documenti per l'incorporazione. Soltanto la notte, con il calare delle tenebre, quest'ultimo riuscì a consegnare da una finestra le carte a un proprio uomo di fiducia, che le trasportò fino al municipio di Cairate, ponendo fine al Comune di Bolladello.
Nella seconda metà dell'Ottocento venne creata a Bolladello la società operaia di mutuo soccorso, avente come fine "il miglioramento materiale, morale e intellettuale delle classi lavoratrici". Nel 1941 viene invece costituito il "Mutuo sodalizio per il bestiame", associazione che aveva come scopo l'assicurare i bovini di età superiore ai sei mesi posseduti dai soci.
Nel XX secolo, grazie alla vicinanza con i poli industriali di Gallarate e Cassano Magnago, il paese fu oggetto di una forte immigrazione dapprima dal Veneto, quindi dal Mezzogiorno e oggi dall'estero. Per far fronte a questi cambiamenti sono stati costruiti nuove abitazioni e attività produttive, una nuova scuola elementare e un grande campo sportivo ai confini con Peveranza.

## Monumenti e luoghi d'interesse
Villa di Carlo Leone Gioacchino Guglielmo II Barone Duca di Bolladello.

## Architetture religiose
- Santuario della Madonna di San Calimero

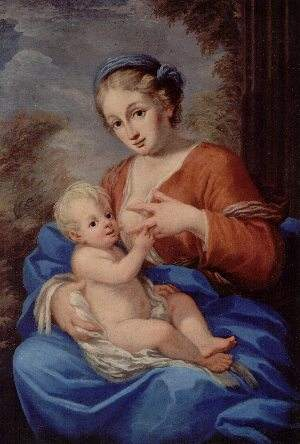
Madonna con bambino, santuario di San Calimero

Simbolo del paese, sorge su una collina nei pressi di un'antica sorgente, oggi esaurita, formatasi a causa della particolare conformazione geologica che alterna vasti strati di terreno impermeabile e permeabile. Dalla vicinanza a questo corso d'acqua si fa derivare la dedica al Santo Calimero, nel Medioevo invocato contro la siccità, le cui acque miracolose erano, fino in epoca recente, distribuite agli ammalati di Milano nel giorno a lui dedicato. Un'altra ipotesi vuole che l'intitolazione provenga dalla "Madonna kalimera", ovvero, alla Madonna del buon giorno. Tale ipotesi troverebbe supporto nell'influenza della cultura ellenica nella vita spirituale del paese, testimoniata dall'intitolazione di diversi altari a santi orientali.
L'edificio, già presente almeno fin dal XIII secolo, mostra tre epoche di costruzione: la prima, la più antica, giunge al 1470 ed è opera della ristrutturazione dell'antico santuario da parte della famiglia Martignoni: all'epoca la costruzione consisteva in un angusto spazio con una semplice navata rettangolare. Nel 1686 la forma dell'edificio, che nel frattempo era stato dichiarato pericolante, venne modificata dalle opere di ristrutturazione volute da Gerolamo Palazzi nelle sue disposizioni testamentarie: fu difatti ampliato con la costruzione di una nuova abside rivolta verso occidente e assunse una conformazione ovale. L'ultima fase del suo ampliamento è datata 1871 quando si provvide alla costruzione di una nuova abside, della sacrestia, del campanile e al rinforzo del muro di scarpata volto a consolidare il terreno su cui la chiesa sorge. Il portale di ingresso e le vetrate hanno invece origini molto più recenti: il primo fu voluto dal parroco Ambrogio Giussani e realizzato dalla fonderia bolladellese dei fratelli Cappellari, le seconde furono realizzate, su ordine dello stesso, da una vetreria milanese.
All'interno, sopra l'altare, campeggia il quadro di una Madonna con bambino, fin da un lontano passato ritenuto miracoloso e portato in processione dalla chiesa parrocchiale al santuario ogni prima domenica di luglio. La Madonna è ritratta in posa dimessa, raffigurata assisa sui gradini di una casa, con una veste rossa e un mantello blu. Non è escluso che il dipinto in questione sia una versione della "Madonna dell'umiltà", molto diffusa in epoca medioevale in cui la stessa viene raffigurata mentre allatta Gesù seduta su un cuscino appoggiato a terra: già a metà del Settecento, nel descrivere la sua visita a San Calimero, l'arcivescovo Giuseppe Pozzobonelli riferì di un quadro sopra l'altare raffigurante una Madonna allattante. Il seno della Madonna fu in seguito coperto da un velo e solo da pochissimi anni si può rimirare il quadro in quella che doveva essere la sua versione originale.
La provenienza del dipinto è legata alla leggenda che lo vuole donato da una nobildonna di passaggio, rimasta incolume dopo che la sua carrozza, in pieno inverno, ebbe un incidente nella via sottostante il santuario a causa del fondo ghiacciato. Per ringraziare la provvidenza dello scampato pericolo, volle donare alla piccola chiesetta che aveva poco prima visto passando, il pregevole quadro.
All'interno del santuario nel corso del XX secolo sono stati perpetrati diversi furti, probabilmente commissionati da esperti d'arte:
- nel 1944 avvenne il furto della campana, ritrovata dopo poco abbandonata nel bosco in un vallone poco lontano;
- nel 1970 San Calimero ricevette per due volte le visite dei ladri: furono rubati, a distanza di due mesi, due statue di legno raffiguranti degli angeli e otto antichi candelabri;
- il 17 luglio 1973 viene rubato il dipinto raffigurante la Madonna di San Calimero, atto che fece cadere nello sconforto l'intera comunità di Bolladello, che si sentì oltraggiata nella propria fede e nelle proprie tradizioni. Fortunatamente, il 9 maggio 1974, i carabinieri di Sesto San Giovanni, nel corso di un'operazione tesa a sgominare una banda di ladri di opere d'arte, rinvennero due tele in un cascinale di Sesto. Il Corriere della Sera del giorno seguente documenta il fatto pubblicando la foto delle opere ritrovate: il parroco Molteni, riconoscendo la Madonna trafugata, ne informa le autorità: la Madonna miracolosa, dopo un anno di assenza, ritornò così nel paese, dove è gelosamente custodita (l'originale viene portato in processione una volta l'anno, nel santuario ne rimane una copia).
- nella notte tra il 9 e il 10 giugno 1980, ignoti tentano di scardinare la porta della sacrestia, non riuscendovi tornano il giorno seguente, la sfondano e rubano un armadio settecentesco contenuto in essa. Insieme a questo asportano due antiche cornici abbandonando le tele sul prato fuori dal santuario.

A causa del luogo isolato ove sorge e dei tesori che ancora contiene, il santuario è aperto solo per le funzioni religiose ed è posto sotto sorveglianza di un sistema a circuito chiuso di telecamere.

## Società

### Tradizioni e folclore
- Si narra che in epoca longobarda la regina Teodolinda, colpita dall'estrema povertà delle campagne del Seprio, abbia voluto donare alla parrocchia di San Giulio, sita a Cassano Magnago, alcuni terreni di proprietà della corona. L'unione tra il toponimo geografico "pozzolo", indicante un pozzo o una fonte d'acqua il cui utilizzo era riservato agli Arimanni e di "allodola", derivazione di allodiale, è un'altra valida ipotesi per giustificare la denominazione del paese.
- Bolladello, come la vicina Cairate, ha numerose leggende legate alla figura di Federico Barbarossa: la tradizione tramandata oralmente nei secoli racconta infatti che l'imperatore del Sacro Romano Impero si sia rifugiato nella cascina del Noel, sita ancor oggi su una collina poco distante dal centro del paese, dopo la disfatta del suo esercito nella battaglia di Legnano. Dello stesso Barbarossa si narra abbia seppellito un fantomatico tesoro nei boschi presso il santuario di San Calimero.
- I monaci del monastero degli umiliati, alcuni secoli fa, avrebbero scavato un lungo tunnel di collegamento tra il loro ricovero e il richiamato santuario, la cui entrata sarebbe celata tutt'oggi nelle cantine del palazzo di vicolo Magnoni.
- Due cortili dell'odierna via Cavour hanno nomi che si riferiscono a leggende pseudo-storiche. Il cortile che un tempo doveva effettivamente essere occupato da un piccolo monastero femminile, viene chiamato "Della Regina": leggenda vuole che intorno all'anno mille qui si fosse stabilita una nobile proveniente da un non meglio precisato Nord con il proprio seguito di dame di corte. Fuggite dalla propria patria a causa di un intrigo ed entrate in incognito, travestite da pellegrine, all'interno del centro abitato, chiesero asilo e si stabilirono in tale loco, prendendo i voti e fondando un convento. Un secondo cortile, sempre presente nella stessa via, viene detto la cort di stròlig ("il cortile degli zingari)". Tale nome, deriverebbe da un antico sposalizio tra uno degli abitanti della corte e una bellissima zingara che, per amore, aveva deciso di abbandonare la vita nomade e insediarsi a Bolladello.

## Eventi
La sera della prima domenica di luglio si svolge la rituale processione della Madonna di San Calimero in cui il quadro raffigurante la Madonna con bambino viene trasportato per le vie del paese, dalla parrocchiale di Sant'Ambrogio fino al santuario.

## Galleria d'immagini

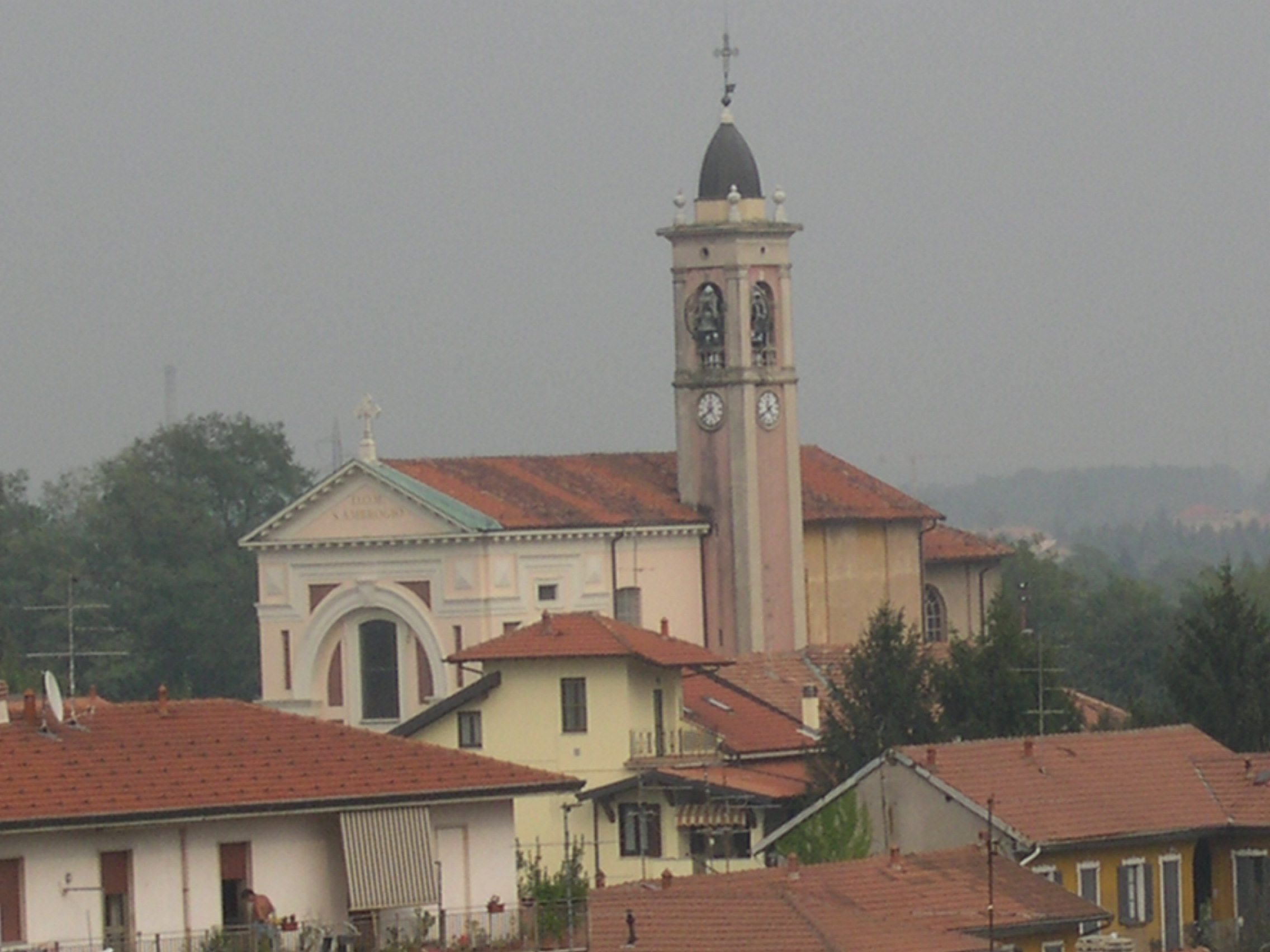
Chiesa di Sant'Ambrogio
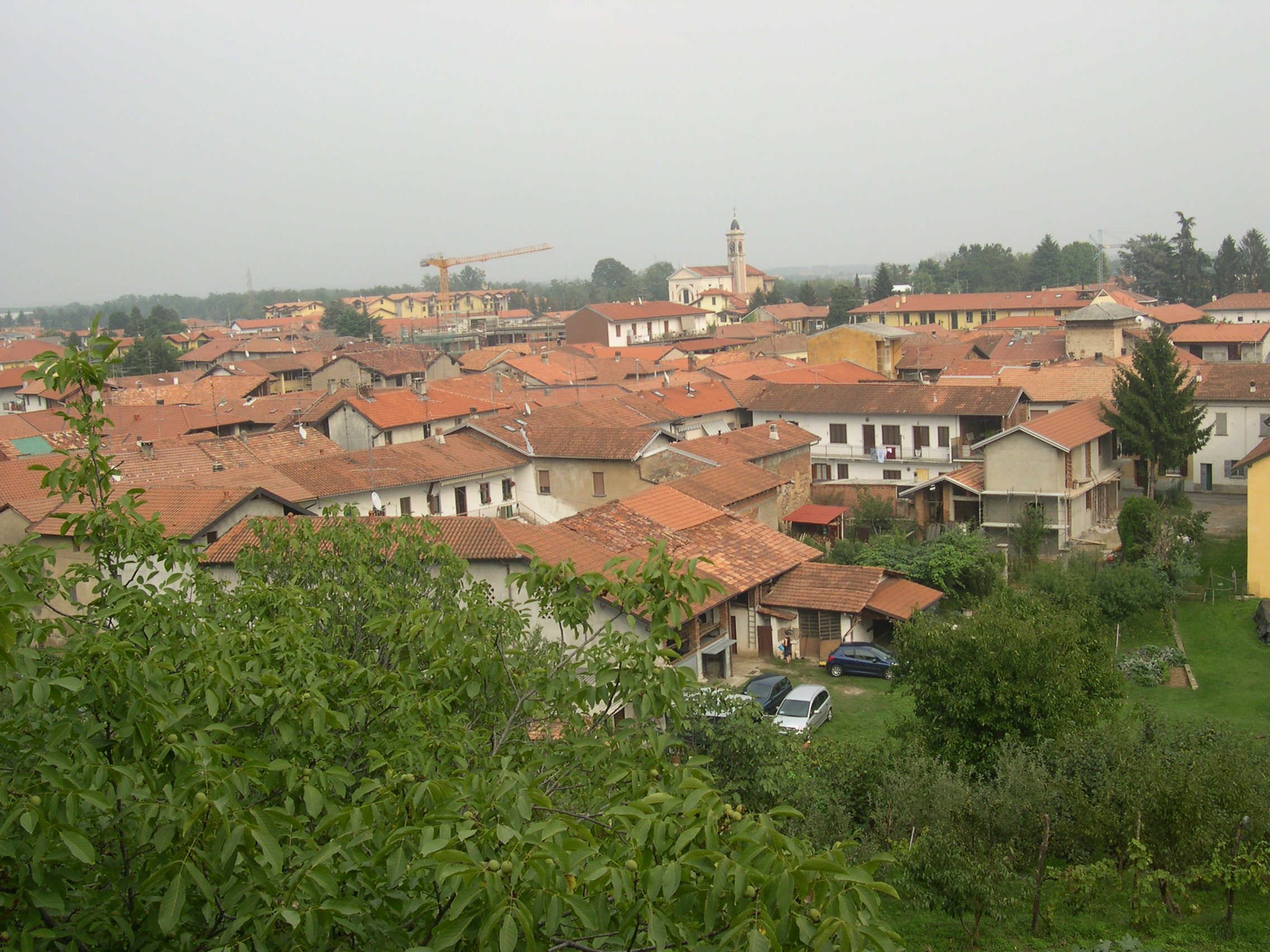
Il paese visto dalla collina di San Calimero
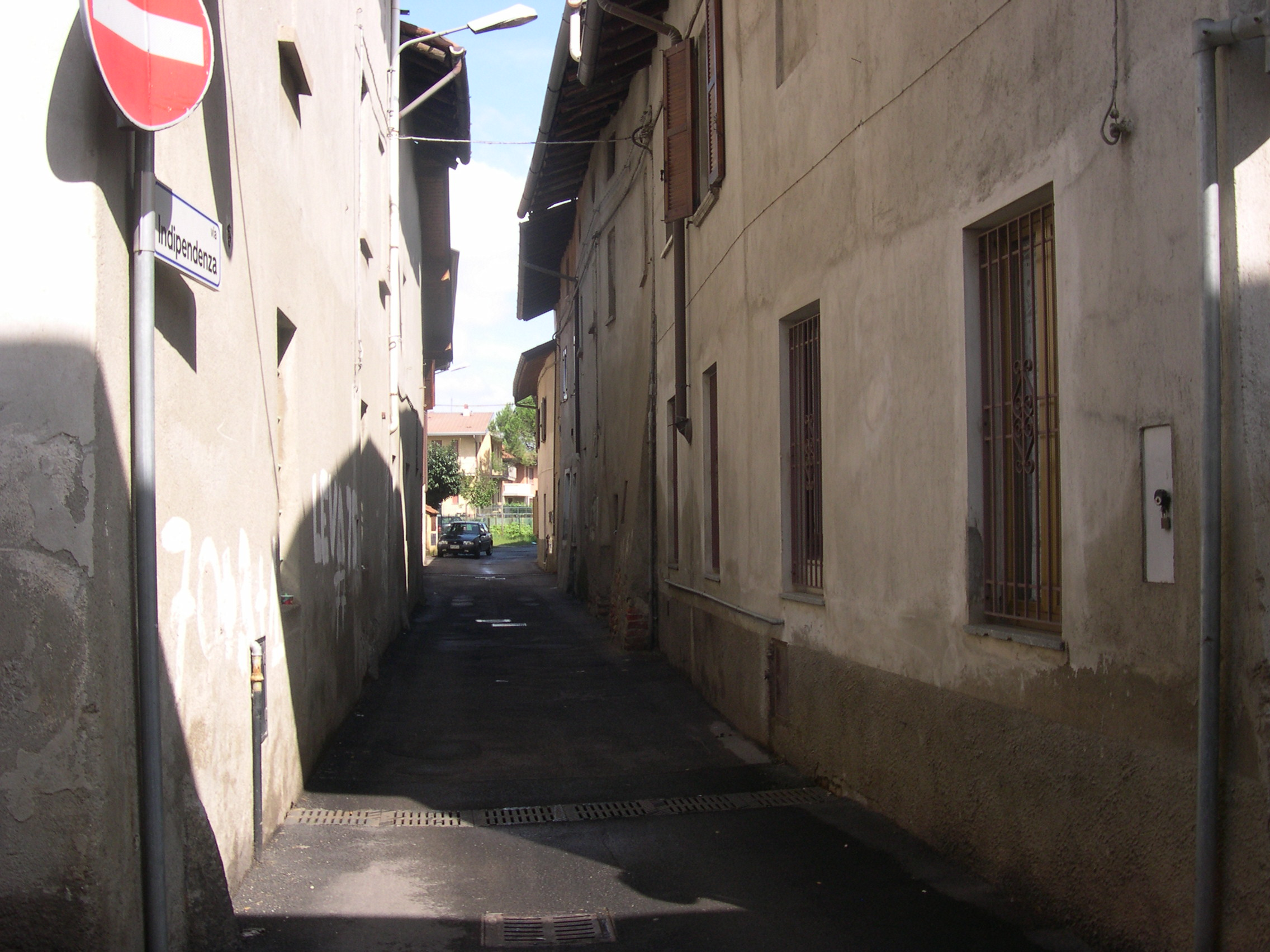
Via Indipendenza, già via dei Ronchi
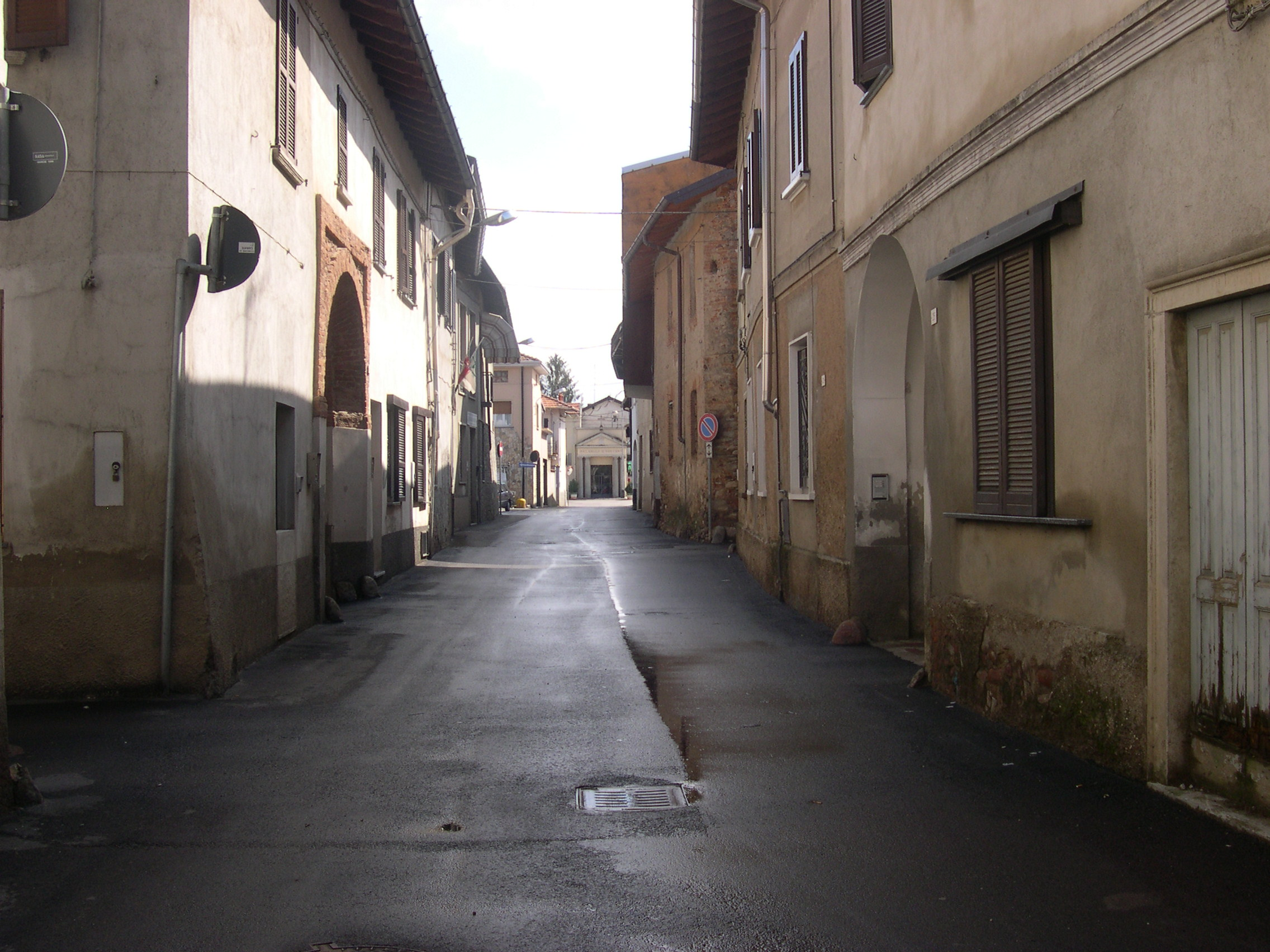
Via Cavour, già Contrada Lunga
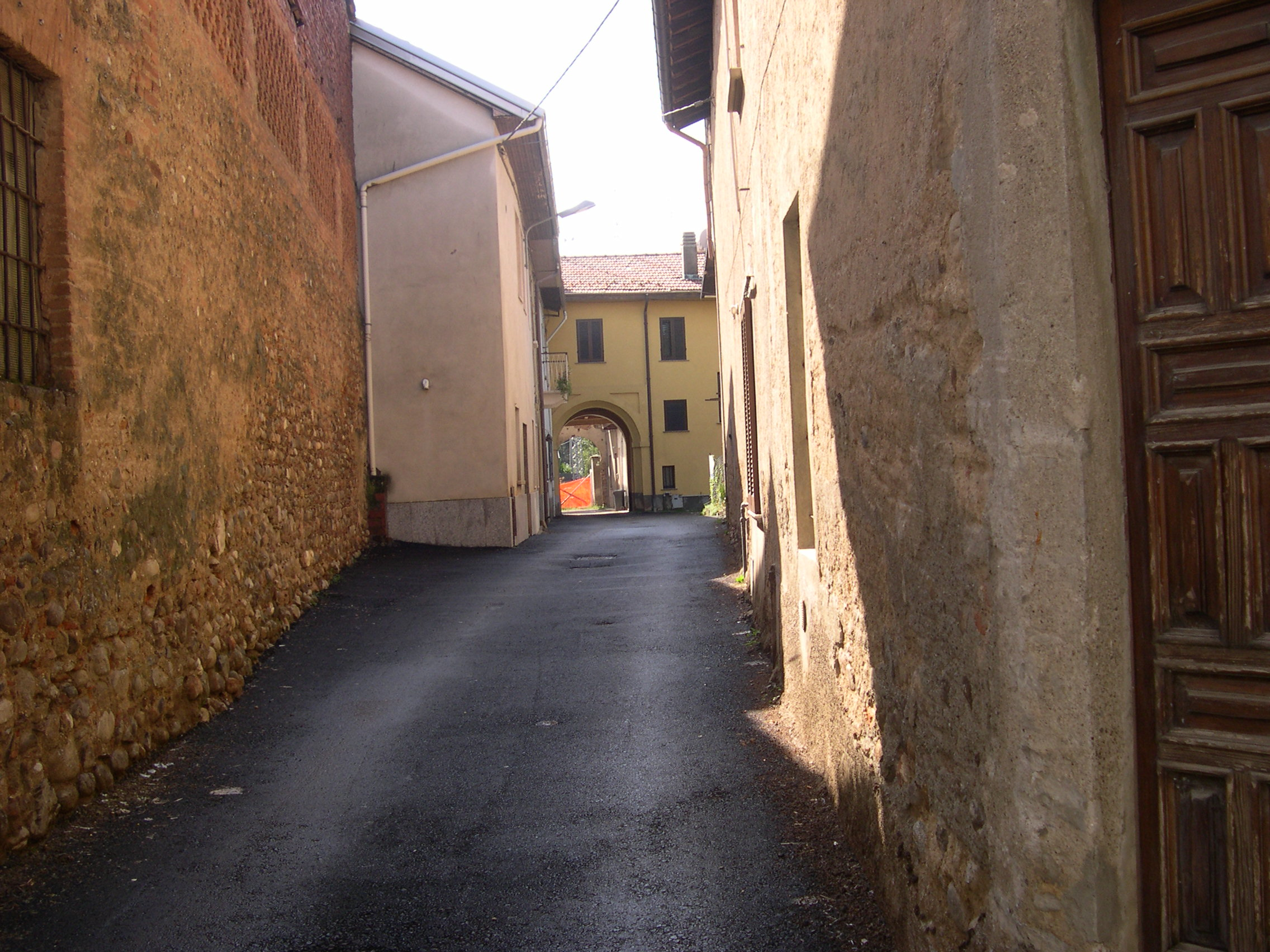
Vicolo Magnoni con, sullo sfondo, l'ex monastero
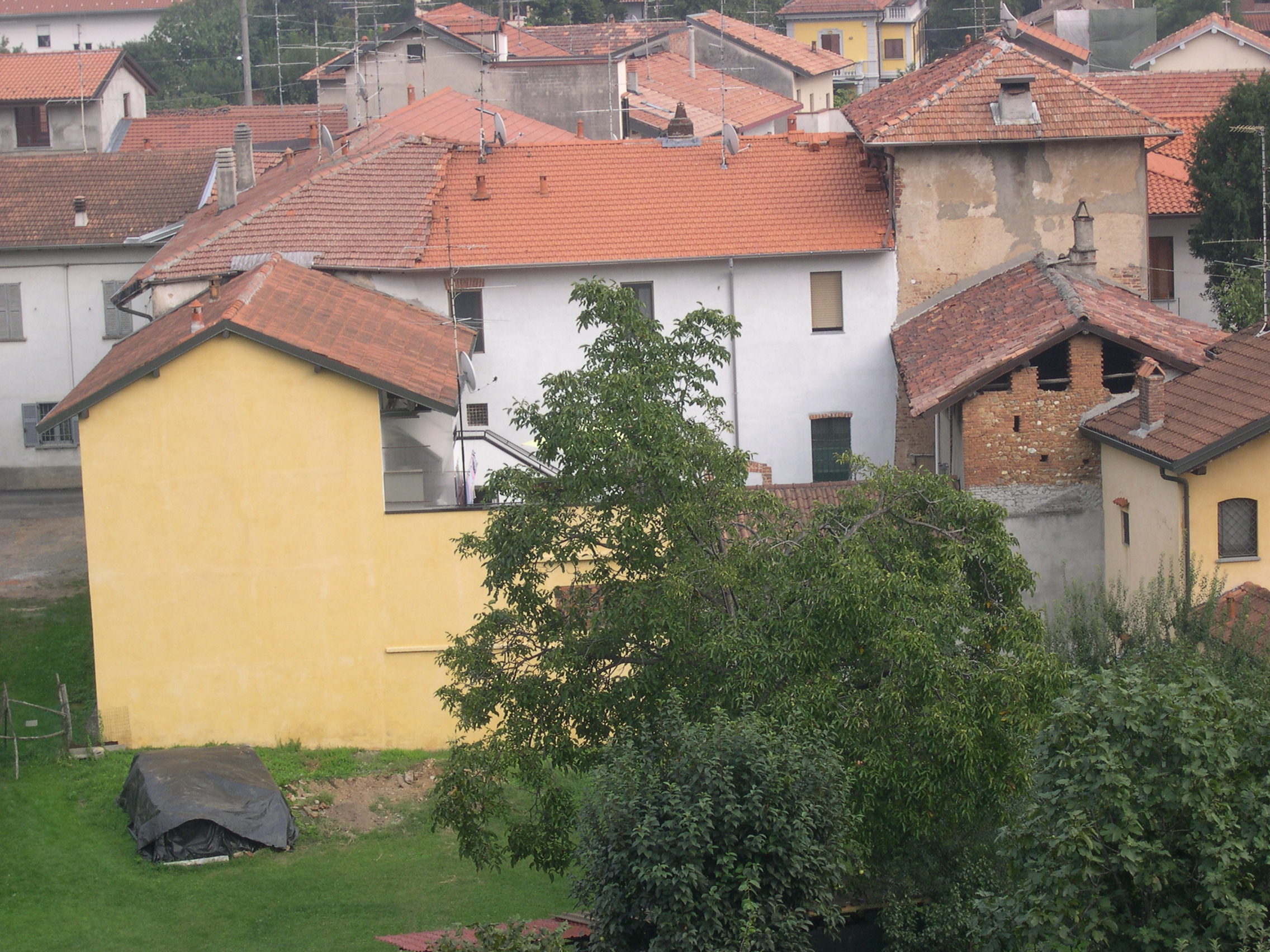
Ex monastero degli Umiliati visto da San Calimero
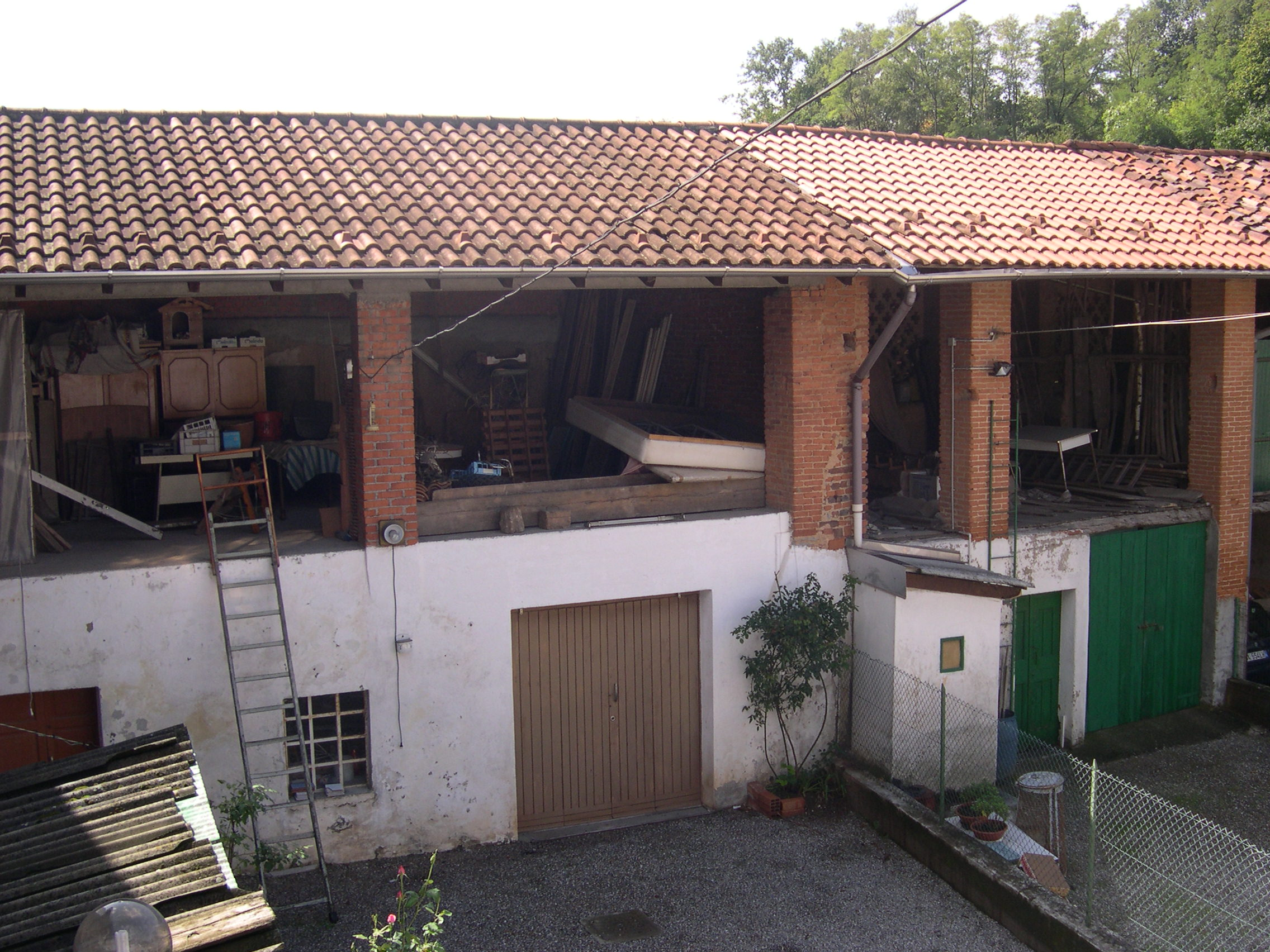
Cascine ottocentesche in un cortile di via Cavour
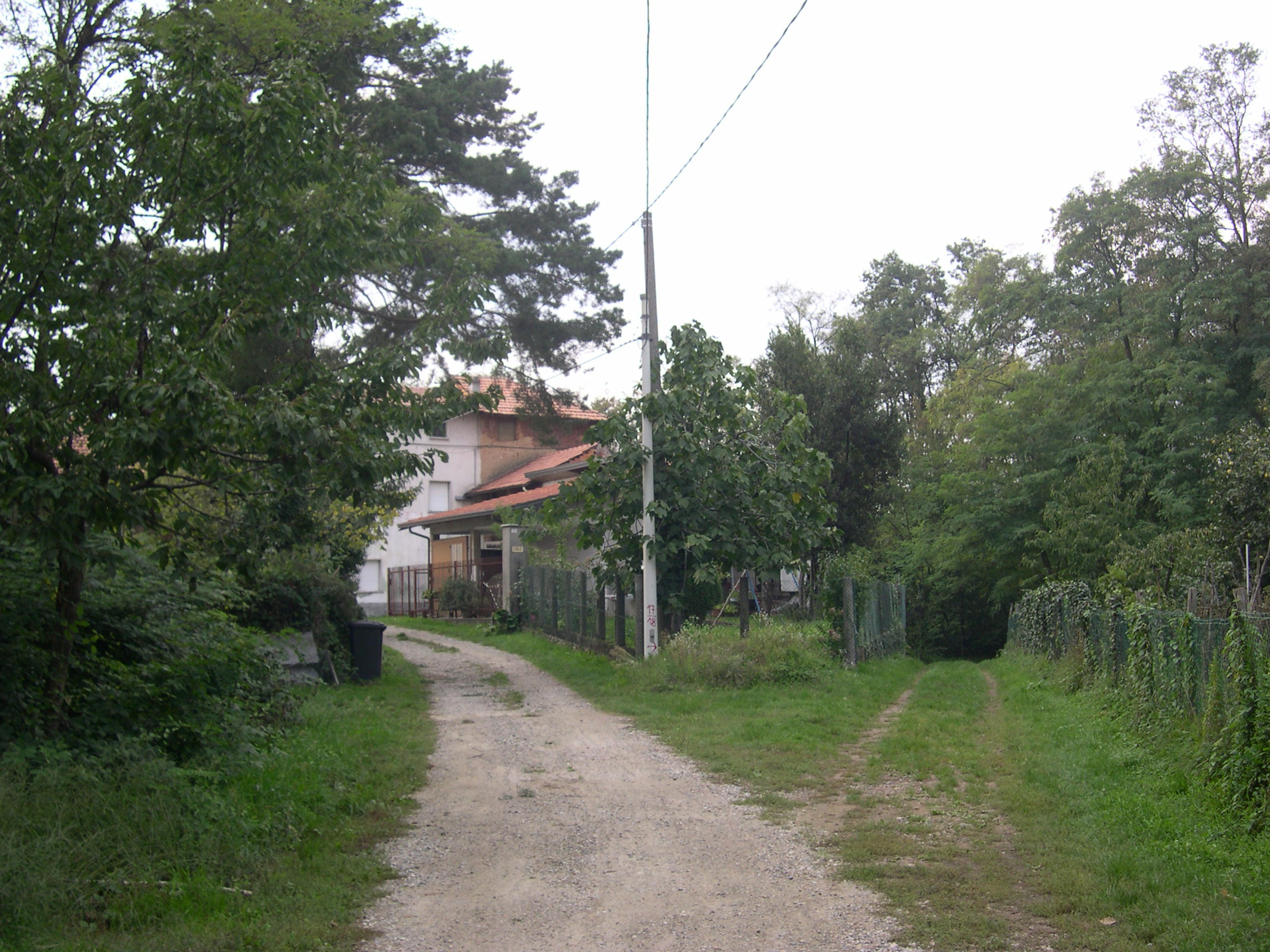
Sentiero che si inoltra nel bosco nei pressi della Cascina Noel
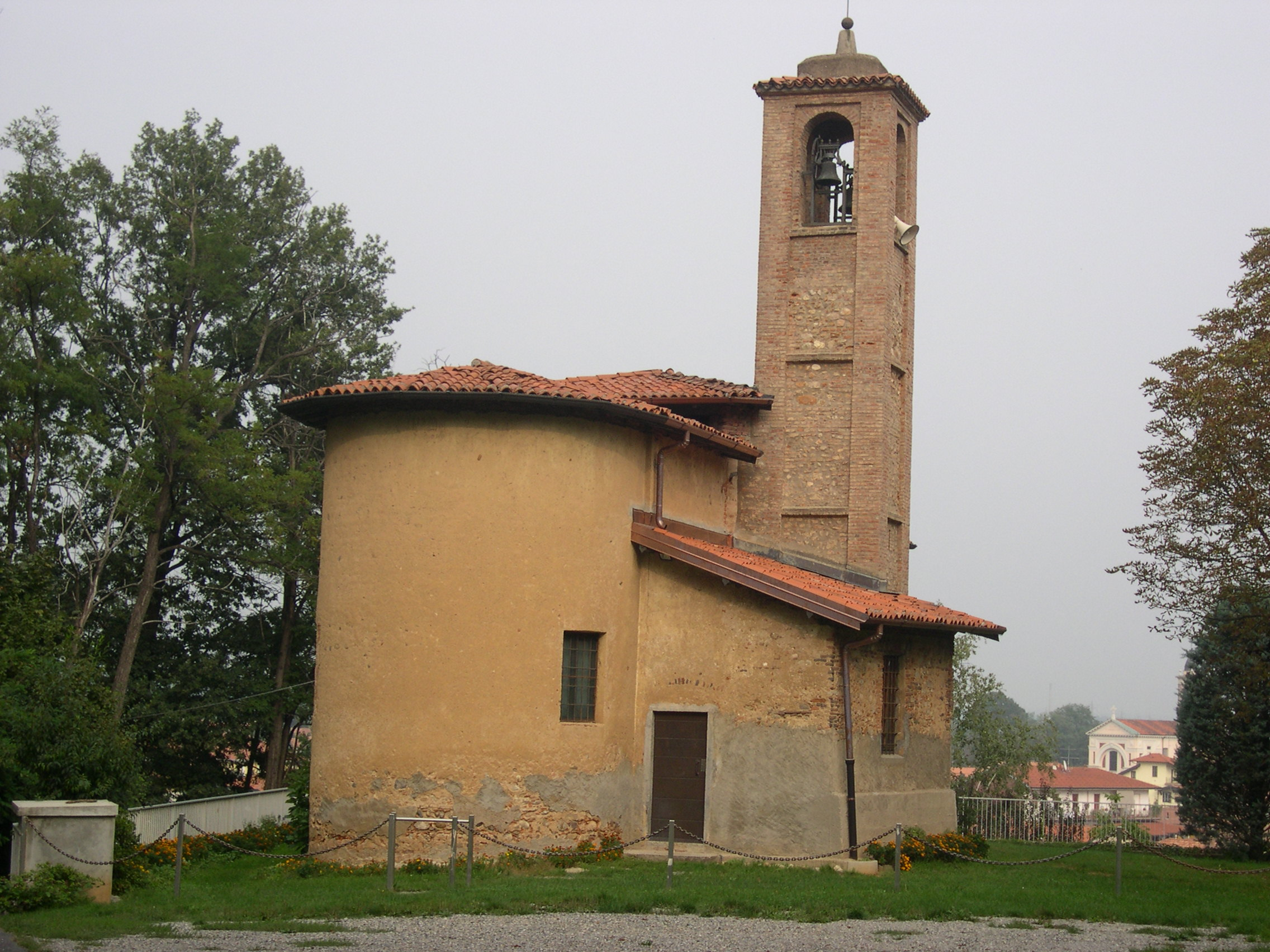
Santuario della Madonna di San Calimero
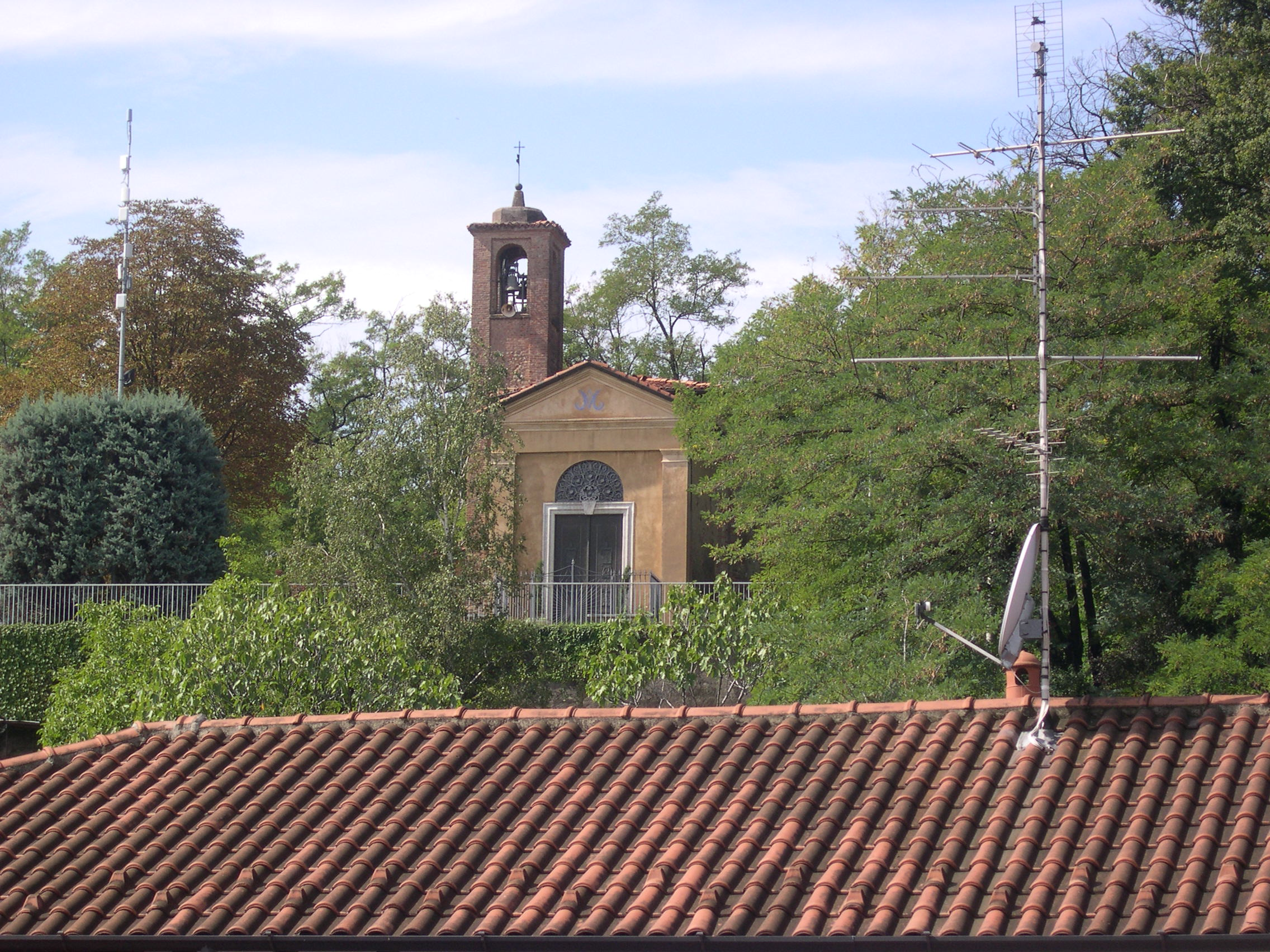
San Calimero vista da un cortile di via Cavour
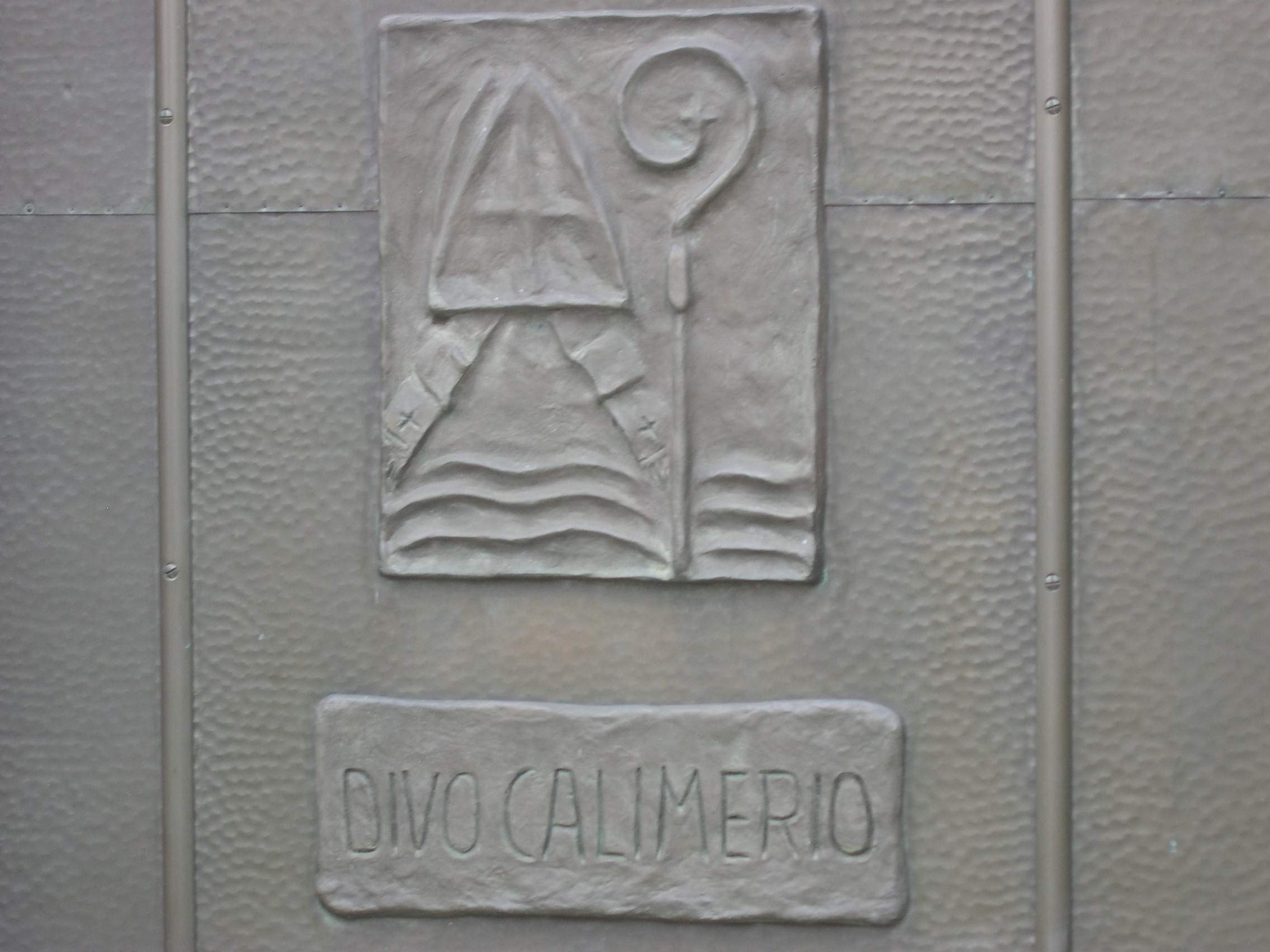
Particolare portale d'ingresso del santuario
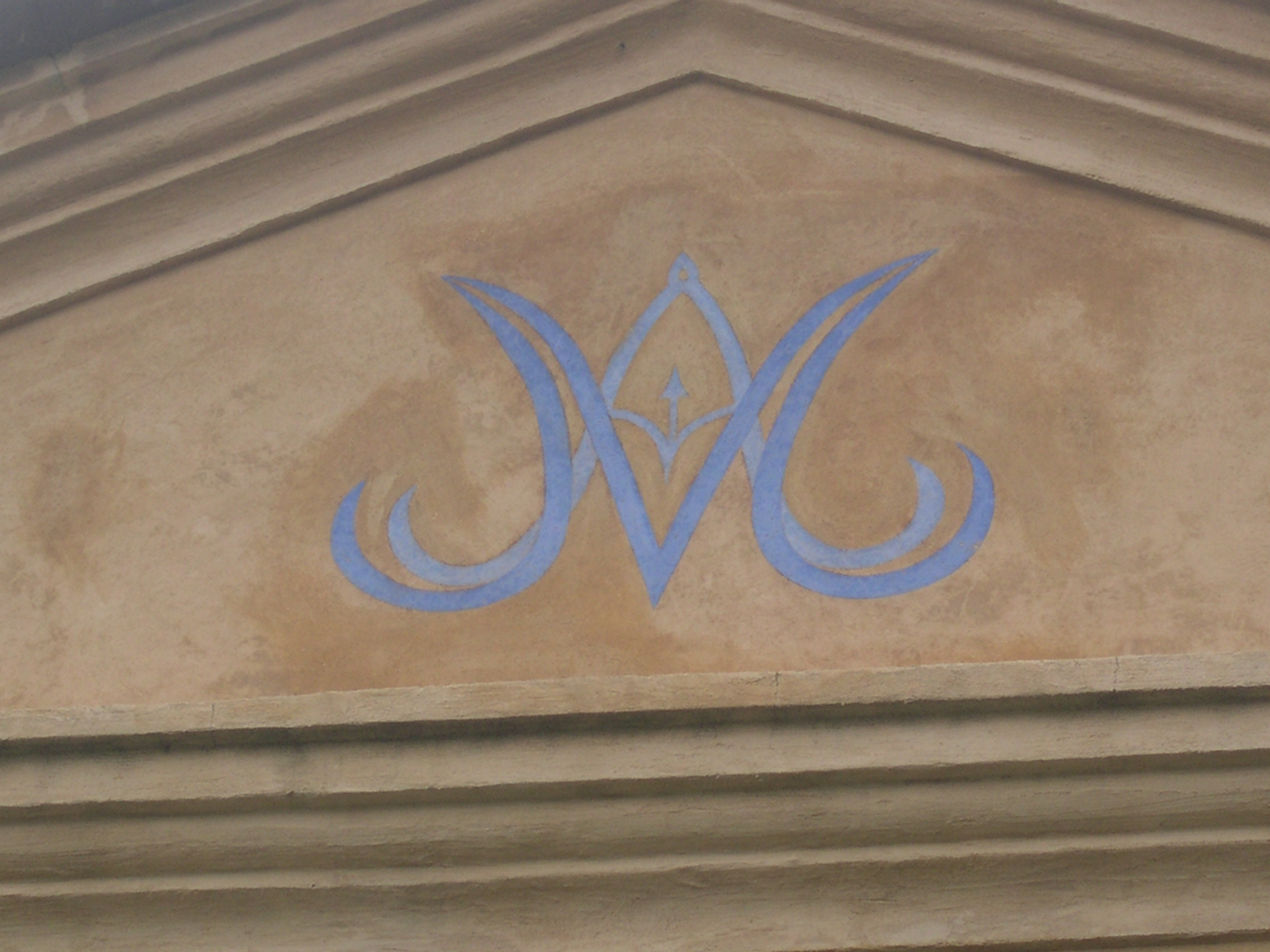
Particolare della facciata
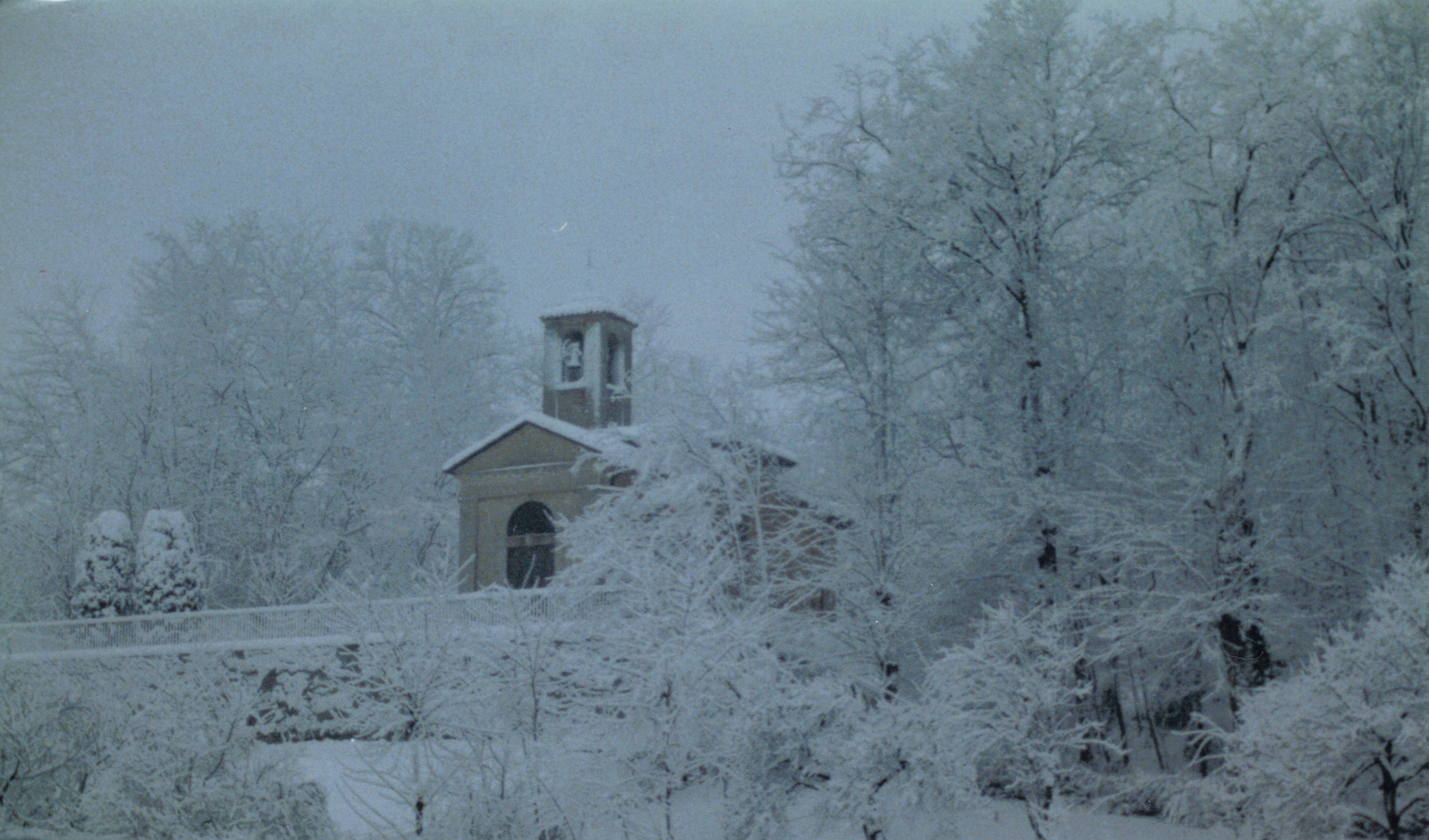
San Calimero innevato (1985)